# Афра Сарачоглу
Афра Сарачоглу (на турски: Afra Saraçoğlu) е турска актриса и модел. През 2018 г. тя печели наградата за изгряваща звезда на 45-ото издание на наградите „Златна пеперуда“. Афра Сарачоглу придобива широка известност след превъплъщението си в Сейран Шанлъ, главната роля в „Златно момче“ (2022 – 2025). Преди това е участвала също в хитовите сериали „Госпожа Фазилет и нейните дъщери и „Децата на сестрите“.

## Биография

### Телевизия
Избрана е за сериала „Ögretmen“, адаптация на Mr. Hiiragi's Homeroom, в която играе главната роля заедно с Илкер Калели и Джерен Морай. С Мерт Рамазан Демир тя играе заедно в младежките сериали „Ögretmen“ и „Златно момче“, „Госпожа Фазилет и нейните дъщери“. През 2019 г. тя получава ролята на Хаят в телевизионния сериал „Децата на сестрите“, заедно с Нур Фетахоглу и Мехмет Аслантуг. Преди това изиграва ролята на Едже в 50 епизода от първия си телевизионен сериал, наречен „Госпожа Фазилет и нейните дъщери“ през 2017 г. Тя става лице на марката „Hummel“ и „Пантен“ през 2018 г.

### Стрийминг сериали
С Чагатай Улусой и Селин Шекерджи тя играе в сериала Yeşilçam, който разказва за старата турска кино индустрия.

### Театър
С Нургюл Йешилчай тя участва в пиесата Bir Barda Bir Gece.

## Филмография
| Уеб сериали         | Уеб сериали                      | Уеб сериали         | Уеб сериали     |
| Година              | Име                              | Роля                | Бележки         |
| ------------------- | -------------------------------- | ------------------- | --------------- |
| 2021                | Йешилчам                         | Тюлин Сайгъ         | Главна роля     |
| Телевизионн сериали |                                  |                     |                 |
| Година              | Име                              | Роля                | Бележки         |
| 2017 – 2018         | Госпожа Фазилет и нейните дъщери | Едже Чамкъран       | Главна роля     |
| 2019                | Децата на сестрите               | Хаят Четин          | Главна роля     |
| 2020                | Öğretmen                         | Гизем Бозкурт       | Главна роля     |
| 2022 – 2025         | Златно момче                     | Сейран Шанлъ Корхан | Главна роля     |
| Филми               |                                  |                     |                 |
| Година              | Име                              | Роля                | Бележки         |
| 2015                | Красавица                        |                     | Поддържаща роля |
| 2016                | Втори шанс                       | Чичек               | Поддържаща роля |
| 2017                | Лошо момче                       | Кайла               | Главна роля     |
| 2018                | İyi Oyun                         | Ада                 | Главна роля     |
| 2018                | Аsk Bu Mu?                       | Гюлюм               | Главна роля     |
| Музикални клипове   |                                  |                     |                 |
| Година              | Име                              | Роля                | Бележки         |
| 2021                | Yalın – Yaz Gülü                 |                     |                 |

## Награди
- Турски младежки награди: Най-добра актриса в поддържаща роля[5]
- 45-и награди „Златна пеперуда“: Награда „Изгряваща звезда“[6]